# Thomas Corneille
Pour les articles homonymes, voir Corneille.
Thomas Corneille, frère cadet du dramaturge Pierre Corneille, est un juriste et auteur dramatique français, né à Rouen le 20 août 1625 et mort aux Andelys le 8 décembre 1709.

## Biographie

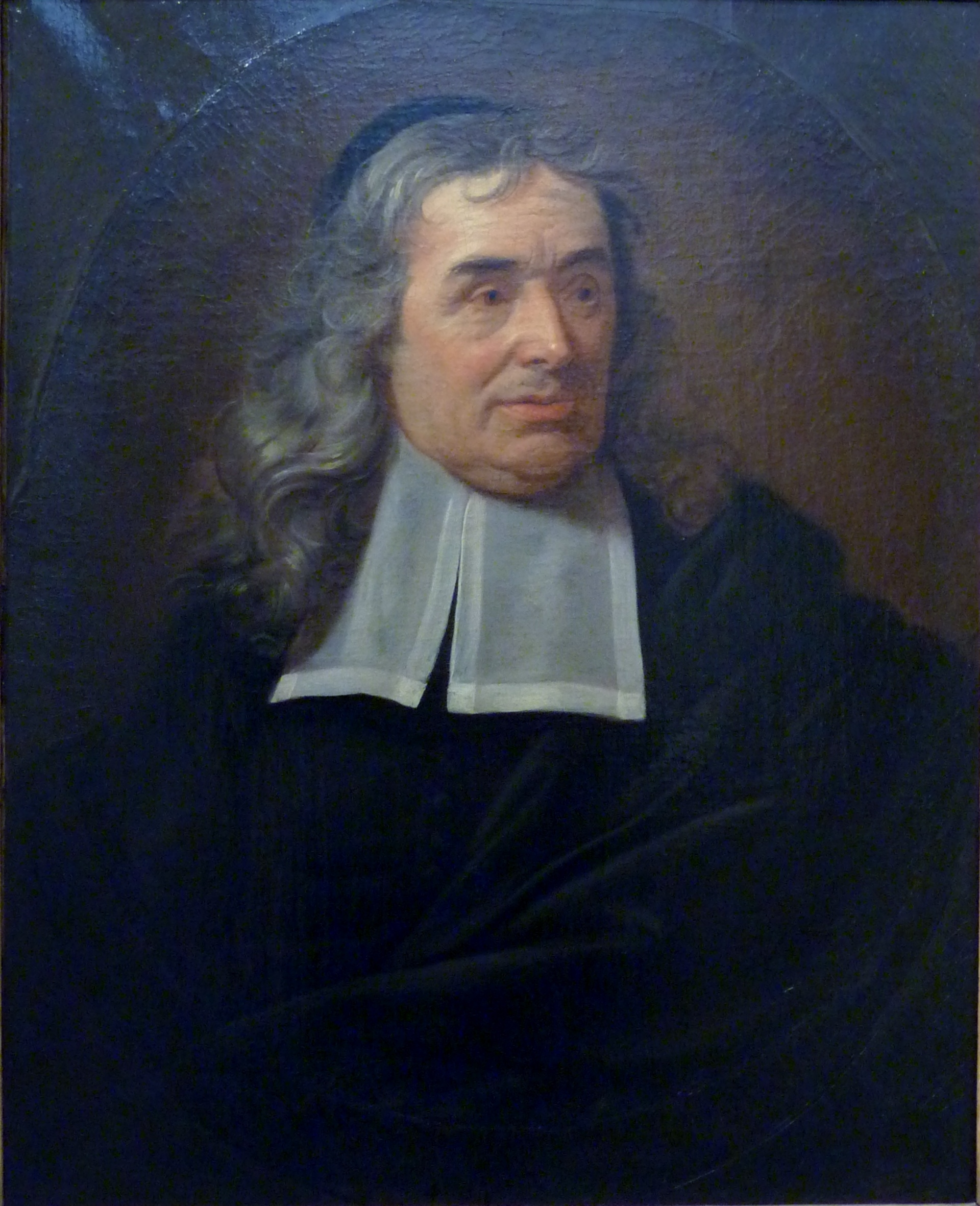
Claude Lefèbvre : Portrait de Thomas Corneille (vers 1670, musée des beaux-arts de Quimper)

De dix-neuf ans le cadet de son frère Pierre, Thomas Corneille s’appliqua toute sa vie à suivre la voie de son aîné. Il fait ses études chez les Jésuites et, après de brillantes humanités, est, comme son frère, juriste. Il épouse la belle-sœur de Pierre et quitte Rouen pour Paris en même temps que lui, lorsque les triomphes de son frère l’entraînent vers le théâtre.
Il épouse Marguerite de Lampérière, fille d'un notable des Andelys, tandis que son frère Pierre épousera sa sœur Marie (1617-1694). Marie et Thomas ont leur sépulture dans la collégiale Notre-Dame des Andelys.
Comme Pierre, il fait d’abord des comédies, tirées pour la plupart des auteurs espagnols (il s’inspirera du Jodelet astrologue de d'Ouville pour écrire son Feint Astrologue en 1648 et sa Devineresse en 1679) et il réussit même à concurrencer victorieusement Scarron sur le terrain de la comédie burlesque, son Geôlier de soi-même (surnommé quelquefois Jodelet Prince concurrençant victorieusement le Gardien de soi-même de Scarron en 1655).
En novembre 1656, il débute sur la scène tragique avec Timocrate, dont le sujet est tiré du roman Cléopâtre de La Calprenède, et qui connaît un immense succès : jouée durant six mois sans interruptions, avec une succession ininterrompue de — selon la légende — quatre-vingts représentations, c'est la série de représentations la plus longue de tout son siècle. Le héros de cette pièce joue un double personnage : sous le nom de Timocrate, il est l’ennemi de la reine d’Argos, et sous celui de Cléomène, il est son défenseur et l’amant de sa fille. Malgré la vogue immense que connut cette pièce en son temps, elle est tombée dans un profond oubli et n’a jamais reparu sur la scène. Selon Jean-François de La Harpe, l'intrigue est pleine d'incidents « guère vraisemblables, mais qui pourtant ne sont pas amenés sans art » ; Pierre-François Tissot estime quant à lui que l'époque, fortement tournée vers l'exagération espagnole et le romanesque, a influencé le succès de la pièce.
Il écrit, seul ou en collaboration, une quarantaine de pièces de théâtre. Camma, reine de Galitie est aux yeux de Tissot sa pièce la mieux conduite, et génère une très grande affluence ; elle influence la pièce Zelmire de Belloy.
À la différence de son frère, il s’appliqua à tous les genres dramatiques dont la pièce à machines (ses pièces à machines Circé (17 mars 1675), Le Triomphe des dames (7 août 1676), La Pierre philosophale (23 février 1681), avec la musique de Marc-Antoine Charpentier ont été parmi les plus réussies du siècle), l’opéra et la comédie à intermèdes. Ses trois livrets d’opéra, Psyché (1678), Bellérophon (1679) et Médée (1693) font de lui, avec Philippe Quinault et Jean Galbert de Campistron, un des plus importants librettistes français du XVIIe siècle.
Lui et son coauteur Donneau de Visé, reçoivent plus de 6 000 livres pour La Devineresse ou les Faux Enchantements, la plus grosse somme payée à cette période. Enfin, une de ses pièces, Le Baron des Fondrières, à « l’honneur » d’être la première à être huée hors de la scène.
En 1677, quatre ans après la mort de Molière, à la demande de sa veuve, Armande Béjart, il met en vers la pièce que Molière avait créée en 1665 sous le titre de Le Festin de pierre (qui sera rebaptisée en 1682 Don Juan ou le Festin de pierre) et il en profite pour édulcorer les passages les plus audacieux (la scène du pauvre, en particulier, disparaît totalement). Ainsi mise à l'affiche du Théâtre Guénégaud sous le même titre (Le Festin de pierre) et sous le nom de Molière (Thomas Corneille ne publie la pièce sous son nom qu'en 1683 seulement), cette version passe après la fusion des troupes parisiennes à la Comédie-Française en 1680 et est reprise jusque vers le milieu des années 1840.
Les deux frères étaient proches et vécurent pratiquement ensemble. Selon Tissot, « Thomas n’avait encore produit ni Le Comte d'Essex ni Ariane [seules tragédies qui soient encore représentées au théâtre] lorsque Pierre, adoptant l’enthousiasme public pour les productions de son frère, disait naïvement qu’il voudrait les avoir faites. Mais jamais le plus léger mouvement de jalouse humeur ne trouva d’accès dans son cœur ; il partageait avec joie la royauté littéraire avec celui que la faveur du moment semblait asseoir au même rang que lui. De son côté, le modeste et bon Thomas, loin d’accepter les honneurs du parallèle avec son frère, se plaisait lui-même à l’appeler le grand Corneille »
Thomas Corneille a souvent été considéré par certains comme quelqu’un qui n’a été remarqué que pour le nom qu’il portait, tandis que d’autres estiment qu’il a eu la malchance d’avoir un frère qui lui faisait de l’ombre, comme il en aurait fait à presque n’importe qui d’autre. « Modeste, affable, toujours prêt à louer le mérite d’autrui, bienfaisant, religieux sans faste de dévotion, Thomas possédait toutes les vertus de son frère avec plus d’agrément dans l’esprit et plus de grâce dans le monde ».
En 1685, il succéda à l’Académie française au fauteuil de son frère mort l’année précédente, et produisit une nouvelle édition des Remarques de Vaugelas en 1687, avant de s’atteler, en 1694, à un Dictionnaire des termes des arts et des sciences en complément du dictionnaire de l’Académie puis à un Dictionnaire universel géographique et historique en 1708. Il avait également produit une traduction complète des Métamorphoses d’Ovide en 1697.

## Œuvre dramatique
- Les Engagements du hasard, comédie (1651)
- Le Feint astrologue, comédie (1651)
- Don Bertran de Cigarral, comédie (1653)
- L'Amour à la mode, comédie (1653)
- Le Berger extravagant, comédie (1654)
- Le Charme de la voix, comédie (1655)
- Le Geôlier de soi-même ou Jodelet prince, comédie (1657)
- Les Illustres ennemis, comédie (1658)
- Timocrate, tragédie (1657)
- Bérénice, tragédie (1659)
- La Mort de l’empereur Commode, tragédie (1659)
- Darius, tragédie (1659)
- Stilicon, tragédie (1660)
- Le Galant doublé, comédie (1660)
- Camma, reine de Galatie, tragédie (1661)
- Maximian, tragédie (1662)
- Pyrrhus, roi d'Epire, tragédie (1665)
- Persée et Démétrius, tragédie (1665)
- Poëmes dramatiques 1665
- Antiochus, tragi-comédie (1666)
- Laodice, tragédie (1668)
- Le Baron d’Albikrac, comédie (1668)
- La Mort d'Annibal, tragédie (1670)
- La Comtesse d’Orgueil, comédie (1671)
- Ariane, tragédie (1672)
- Théodat, tragédie (1674)
- Le Comédien Poète (1673)
- La Mort d'Achille, tragédie (1674)
- Circé, tragédie (1675)
- Don César d’Avalos, comédie (1676)
- L'Inconnu, comédie (1677)
- Le Triomphe des dames (1676)
- Le Comte d'Essex, tragédie (1678)
- Psyché (1678), livret
- Bellérophon (1679), livret
- La Devineresse ou Les Faux Enchantements (1679), en collaboration avec Donneau de Visé
- La Pierre philosophale (1681)
- Le Festin de pierre (1683), mise en vers et adaptation d'après le texte de Molière
- L'Usurier (1685)
- Le Baron des Fondrières (1686)
- Médée (1693), livret
- Les Dames vengées (1695)
- Bradamante, tragédie (1696)

## Œuvres musicales et littéraires inspirées par Thomas Corneille
- Psyché, tragédie en musique de Jean-Baptiste Lully (1678) (ne pas confondre avec la tragédie-ballet de 1671(texte de Pierre Corneille, Molière et Philippe Quinault)
- Médée, tragédie lyrique en cinq actes et un prologue de Marc-Antoine Charpentier 1693
- Circé, H.496 (Thomas Corneille, divertissement de Donneau de Visé) de Marc-Antoine Charpentier
- L'inconnu (Donneau de Visé et Thomas Corneille) de Marc-Antoine Charpentier, perdu
- Le triomphe des dames (Thomas Corneille) de Marc-Antoine Charpentier, perdu
- La pierre philosophale, H.501 (Thomas Corneille et Donneau de Visé) de Marc-Antoine Charpentier
- Nephté, tragédie lyrique en 3 actes de Jean-Baptiste Moyne, livret de François Benoît Hoffmann, inspiré de Camma. Créé le 15 décembre 1789 à l’Académie Royale de Musique (Opéra de Paris)

## Éditions
Une édition scientifique du théâtre de Thomas Corneille est en cours de publication sous la direction de Christopher Gossip (Classiques Garnier, t. I paru en 2015).
En dehors de cette entreprise, il y a peu d'éditions modernes des pièces de Thomas Corneille. Signalons néanmoins :
- Le Berger extravagant, éd. Francis Bar, Droz, 1960 ;
- Timocrate, éd. Yves Giraud, Droz, 1970 ;
- Stilicon, éd. Christopher J. Gossip, Droz, 1974 ;
- Timocrate et Ariane dans Théâtre du XVIIe siècle, 2, éd. Jacques Truchet et André Blanc, Gallimard, coll. « Bibliothèque de la Pléiade », 1986 ;
- L'Inconnu, éd. Georges Forestier, dans Aspects du théâtre dans le théâtre au XVIIe siècle : recueil de pièces, Université de Toulouse-Le Mirail, 1986 ;
- La Devineresse, ou les Faux enchantements, dans Théâtre du XVIIe siècle, 3, éd. Jacques Truchet et André Blanc, Gallimard, coll. « Bibliothèque de la Pléiade », 1992 ;
- Le Comte d'Essex, éd. par Wendy Gibson, University of Exeter Press, 2000 ;
- Le Festin de pierre, éd. par Alain Niderst, Honoré Champion, 2000 ;
- La Pierre philosophale, éd. Gaël Le Chevalier et Martial Poirson, Fééries, Université Stendhal-Grenoble no 3, 2006, p. 217-279.